# London Book Fair
La Fira de Llibre del Londres (LBF) és una fira del negoci editorial organitzada anualment cada mes d'abril a Londres, Anglaterra. LBF és un marketplace global, un espai on es realitza la negociació de drets d'edició, venda i distribució de tot tipus de contingut creatiu. Centrada en el llibre, també es negocien drets de productes audiovisuals. El 2016 va celebrar 45 anys.

## Història
La fira va sorgir d'un esdeveniment per a bibliotecaris conegut amb el nom anglès de Specialist Publishers Exhibition for Librarians (SPEX) que va començar el 5 de novembre de 1971, organitzat per Clive BIngley i Lionel Leventhal al soterrani de l'Hotel Berners. Bingley volia crear una plataforma per tal que els petits editors es trobessin amb bibliotecaris, i així va crear-se l'SPEX. L'espai era proper a l'Associació de Llibreters i l'SPEX s'organitzava coincidint amb la trobada mensual de bibliotecaris associats, per intentar garantir aforament a l'esdeveniment i la presència de bibliotecaris de fora de la ciutat.
La primera edició va ser un èxit i es va decidir organitzar-ho de manera regular. El novembre del 1972 es va tornar a organitzar, ara ja al Bloomsbury Hotel.
L'abast i la influència de l'esdeveniment va anar creixent fins que va anar incorporant a editors i distribuïdors més grans. El 1975 es va fer servir el nom de London Book fair per primera vegada "SPEX'75: The London Book Fair", i el 1977 l'esdeveniment ja va ser rebatejat amb el seu nom actual.
La Fira de Llibre del Londres ha crescut amb els anys i actualment és considerat un lloc clau per al sector, només de darrere de la Fira de Llibre del Frankfurt. Al llarg de la seva trajectòria hi han participat més de 25.000 editors d'un centenar de països.

## Market Focus Programme
La fira organitza anualment un Market Focus Programme, és a dir, un espai d'exposició on es destaca una regió, país o cultura en particular, amb l'objectiu de fomentar els enllaços i l'activitat econòmica entre aquesta regió i la resta del món.
S'han organitzat Market Focus centrats en el món àrab, India, Sud-àfrica, Rússia, Turquia, Xina, Corea del Sud i Mèxic, entre d'altres.